# Епархия Гулбарги
Епархия Гулбарги (лат. Dioecesis Gulbargensis) — епархия Римско-Католической церкви c центром в городе Гулбарга, Индия. Епархия Гулбарги входит в митрополию Бангалора. Кафедральным собором епархии является церковь Пресвятой Девы Марии.

## История
4 июня 2005 года Римский папа Бенедикт XVI выпустил буллу Cum petitum esset, которой учредил епархию Гулбарги, выделив её из архиепархии Хайдарабада (сегодня — Архиепархия Хайдарабада) и епархий Белгаума и Беллари.

## Ординарии епархии
- Епископ Robert Michael Miranda (24.06.2005 — по настоящее время).

## Источник
- Annuario Pontificio, Ватикан, 2007
- Булла Cum petitum esset  (лат.)